# Cicha rzeka
Cicha rzeka (rum. Apele tac) – rumuńsko-niemiecki krótkometrażowy film fabularny z 2011 roku w reżyserii Anki Miruny Lăzărescu. Światowa premiera filmu miała miejsce na 61. MFF w Berlinie.

## Opis fabuły
Akcja filmu rozgrywa się w roku 1986. Dwóch przyjaciół: Gregor i Vali zamierza uciec z kraju. Gregor przestaje jednak ufać przyjacielowi, przekonany, że ten go zdradził. Kiedy jego obawy się potwierdzają musi zdecydować się na samotną ucieczkę.

## Obsada
- Toma Cuzin jako Gregor
- Andi Vasluianu jako Vali
- Patricia Moga jako Ana
- Branko Tomović jako Lazar
- Denijen Pauljević jako Sinisa
- Marius Ursu jako żołnierz straży granicznej
- Doru Oniga jako żołnierz
- Bogdan Comanescu jako żołnierz
- Maria Branzei jako telefonistka

## Nagrody i wyróżnienia
Warszawski Międzynarodowy Festiwal Filmowy
- Najlepszy aktorski film krótkometrażowy

Międzynarodowy Festiwal Filmowy w Trieście
- Nagroda dla najlepszego filmu

Sankt Petersburg Open Cinema
- Nagroda dla najlepszego filmu krótkometrażowego

Festiwal Filmów Krótkometrażowych w Brukseli
- Nagroda dla najlepszego filmu krótkometrażowego

Mediawave (Węgry 2012)
- Nagroda dla najlepszego filmu